# Cinéma vérité
Cinéma vérité (franz. cinéma-vérité etwa „Wahrheitskino“) bezeichnet zum einen eine historische Epoche des (v. a. französischen) Dokumentarfilms der 1960er Jahre, zum anderen eine metahistorische Herangehensweise an das dokumentarische Filmen, die sich bis in die heutige Zeit fortsetzt. Kennzeichen des historischen Cinéma vérité sind die direkte Interaktion zwischen Filmemacher und Gefilmtem, damit auch eine hohe Bedeutung der filmischen Selbstreflexivität und die Provokation gegenüber dem Sujet.
Wenngleich der Begriff des Cinéma vérité erstmals vom Filmhistoriker Georges Sadoul erwähnt wird, erfährt er jedoch erst als Untertitel des Dokumentarfilms Chronique d'un été von Jean Rouch und Edgar Morin (1961) eine größere Bekanntheit. Hier verbinden sich dokumentarische Ansätze der Kino-Prawda Vertovs aus den zwanziger Jahren mit den ethnologischen Untersuchungen von Jean Rouch. Nicht zuletzt die Entwicklung des tragbaren  Nagra-Tongerätes führte zu einem freieren Umgang mit dem Medium Film. Lichtempfindliches Filmmaterial, der Verzicht auf zusätzliche Beleuchtung und eine kleine Crew sorgten zusätzlich dafür, die Dokumentarfilme des Cinéma vérité möglichst nahe an die Alltags-Realität und die ‚Wahrheit‘ heranzuführen.

## Cinéma véritéundDirect cinema
Oftmals wird das Cinéma vérité mit dem Begriff des Direct Cinemas gleichgesetzt. In der Tat zeigen sich einige Gemeinsamkeiten: der Verzicht auf ein autoritäres Voice-over, das gerade noch den Dokumentarfilm der britischen Grierson-Tradition der dreißiger und vierziger Jahre geprägt hat; der Versuch, die porträtierten Menschen für sich selbst sprechen zu lassen und sie von der Abhängigkeit von der Interpretation des Filmemachers zu befreien; wie auch der Verzicht, soziale Probleme in größeren ideologischen Zusammenhängen interpretieren zu wollen, vielmehr den Alltag, die Leute und deren Situationen direkt zu erfassen.
Trotzdem  zeigen sich einige sehr deutliche Unterschiede im Ansatz: Das amerikanische Direct Cinema, etwa das der Drew Associates, versucht die Kamera und die Filmemacher möglichst in den Hintergrund zu rücken, damit sie keinen allzu großen Einfluss auf das zu porträtierende Geschehen haben. Die Kamera als die ‚Fly on the Wall‘ – als möglichst unbemerkter Beobachter – ist hier das Ideal, Kamera und Kameraleute sollen das Geschehen günstigstenfalls überhaupt nicht beeinflussen. Ziel ist es, die sog. privileged moments aufzufangen, in denen die porträtierte Person die Kamera vergisst und eine „dahinterliegende Wahrheit“ offenbart.
Diese „dahinterliegende Wahrheit“ ist natürlich auch das Ziel des französischen Cinéma vérité. Die Strategie ist jedoch eine völlig andere: Hier stellen sich die Filmemacher direkt ins Geschehen, machen sich auch als solche sichtbar und stellen die eigene Position somit in Frage. Man betrachte nur einmal die Sequenz im bereits erwähnten Chronique d'un été, in der die beiden Filmemacher mit einer potentiellen Interviewpartnerin im gemütlichen Wohnzimmerambiente darüber diskutieren, was es denn hieße, sie in den Film zu involvieren. Diesem Moment der „Selbstreflexivität“, die dem Direct Cinema fehlt, gesellt sich die Strategie der „Provokation“ hinzu. Nicht das möglichst unbeteiligte, stillschweigende Abfilmen dessen, was gerade passiert, sondern der direkte Angriff auf das Gefilmte ist das Ziel. Die Kamera soll die erwünschten privileged moments geradezu provozieren, sie soll als psychologisches Stimulans dienen, das die porträtierten Individuen aus ihrer Reserve lockt.
Der Begriff des Cinéma vérité, wenn auch in erster Linie als historische Epoche des Dokumentarfilms zu verstehen, lässt sich jedoch auch ahistorisch sehen. Hier bietet Bill Nichols’ Versuch einer Klassifizierung von Dokumentarfilmen einen geeigneten Ansatz: Nichols unterscheidet den Expository Mode, der mit einem Voice-over das Publikum autoritär adressiert, den Observational Mode, der wie das Direct Cinema sich möglichst nicht in das Geschehen einmischt, den Interactive Mode, in dem die Filmcrew direkt mit der zu beobachtenden Welt interagiert, sowie den Reflexive Mode, der diese Darstellungen von „Objektivität“ selbst in Frage stellt. Das Cinéma vérité reiht sich hier eindeutig in den Interactive Mode ein, denn die Filmcrew ist keine Fliege an der Wand, sondern eher die Fliege in der Suppe, die sich direkt ins Geschehen mit einbindet.

## Nachwirkungen in Dokumentar- und Spielfilmen
Der Stil des Cinéma vérité lässt sich bis heute in Dokumentarfilmen nachweisen. Gerade in dokumentarischen Fernsehformaten wie etwa in Interview-Filmen oder in den street-credibility-erheischenden Dokumentationsformaten von Jugendsendern spielt Interaktion, Selbstreflexivität und Provokation immer eine große Rolle.
Selbst Spielfilme haben sich dieses Musters bedient. Man spricht dann von Mockumentary. Bekanntestes Beispiel hier ist wohl The Blair Witch Project (Eduardo Sánchez & Daniel Myrick 1999).

## Beispiele
Feast of Friends, eine selbst produzierte Tour-Dokumentation der Psychedelic-Rock-Band The Doors, bei der der befreundete Fotograf Paul Ferrara Regie führte, wurde im „Stil des Cinéma Verité der 1960er-Jahre“ gedreht.